# Español boliviano
El español boliviano (es-BO) corresponde a las variedades del idioma castellano habladas en el Estado Plurinacional de Bolivia, ya sea como lengua materna o como segunda lengua.
En la región oriental de Bolivia, que ocupa territorios cálidos, el uso del castellano como lengua materna tiende a ser mayor que en los departamentos altiplánicos de la región occidental, donde las lenguas autóctonas como el quechua y el aimara tienen mayor cantidad de hablantes maternos que el español.

## Dialectos del español en Bolivia
Distintos estudios sociolingüísticos dividen el español de Bolivia en dos regiones y tres zonas dialectales:

### Región andina (tierras altas)
Comprende la parte oeste del país, incluyendo la meseta del Collao, las cordilleras andinas, la región de los valles y los Yungas. Hace parte del superdialecto andino que se habla desde Pasto, en Colombia, pasando por las tierras altas de Ecuador y Perú, y hasta el Noroeste argentino.
Dentro de este grupo se pueden distinguir dos zonas dialectales.

#### Zona Occidental
Hablado en los departamentos de La Paz, Oruro, Potosí, Cochabamba y Chuquisaca. 
Está fuertemente influenciado por el quechua y el aimara, que conviven con el español en situación de diglosia. Se caracteriza por su entonación pausada, una pronunciación exaltada, especialmente en la última sílaba; la pronunciación acentuada de las "s" intervocálica y al final de las palabras, también por la pronunciación de la "r" como una fricativa alveolar sonora y por la mezcla con la sonante fricativa retrofleja sonora, y la ausencia de yeísmo y voseo; en la gente del campo suele ser caracterizado por el desorden de conjugación de las palabras.
Sus subdialectos incluyen:
- El habla altiplánica de La Paz, Oruro y el oeste de Potosí, con influencias principalmente del aimara.
- El habla valluna de Cochabamba, Chuquisaca y el norte de La Paz, bajo influencia del quechua.
- El habla mixta altiplánica-valluna en Potosí y en algunas porciones de Oruro, dónde existen hablantes trilingües de español, quechua y aimara.
- El habla de los Yungas, donde además de la influencia quechua y de lenguas indígenas de las tierras bajas, se detecta la presencia de elementos de origen africano.
- El habla de los jailones, usada por la clase alta en las ciudades de La Paz, Cochabamba y Sucre; se caracteriza por tener en su mayoría una entonación grave y "ahogada" o aguda y "chillona", extranjerismos procedentes del inglés y modismos mexicanos, y también por la pronunciación de la "r" como una aproximante alveolar.[4]

#### Zona Sur (español chapaco)
Es hablado en los valles y en la zona alta del departamento de Tarija. Este español sufrió fuertes distorsiones, llegando a modificarse por completo. Sus actuales características son una ligera prolongación de la sílaba tónica hasta terminar la palabra (departamento, vendimia). El voseo en muchos casos coexiste con el tuteo (vos eres, vos tienes), y presenta una pronunciación acentuada en la "s". Estos cambios radicales dieron ciertas semejanzas con el español cuencano del Ecuador.
Anteriormente, cuando contaba como un dialecto aparte, el español rioplatense y el español chileno eran su principal influencia. Mantenía arcaismos y desfiguraciones del español virreinal. Se caracterizaba por la tonada, como la prolongación o el alargue marcado en la sílaba anterior a la tónica: departamento, vacación, chapaco; se tenía presente el voseo pronominal y verbal, y el de manera reverencial deformada (vos sos, vos tenés, vos soi, vos tení), la aspiración de la "s", la terminación de "ado" e "ido" por "au", "ao" e "iu" (cansau, cansao, escondiu), la terminación de "d" al final de las palabras no se solía pronunciar (autoridá), el grupo de "tr" se pronuncia como una africada retrofleja sorda y el yeísmo era entre fricativa palatal sonora y alveolo-palatal sonora.

### Región de los llanos (tierras bajas)
Se extiende por el Oriente del país, desde la base de la Cordillera Real hasta la frontera con Brasil. Comparte similitudes con el español hablado en Paraguay y el noreste argentino.
Sus límites se corresponden con la zona dialectal oriental.

#### Zona Oriental (español camba)
Llamado español camba, es hablado en el Oriente boliviano, correspondiente a los departamentos del Beni y Pando, así como el departamento de Santa Cruz y también el extremo norte del departamento de La Paz. En esta región el español es la lengua materna de la mayoría de la población, teniendo sus bases en el español andaluz, con influencias de lenguas nativas que en general son el chiquitano, el chané y el lenguas tupí-guaraní, especialmente en Santa Cruz, pero también en el Beni y Pando suelen implementar las influencias de sus lenguas nativas; también se tiene presente los extranjerismos procedentes del portugués y el árabe.
Este dialecto es más corrido y se caracteriza por la aspiración de la "s" al final de las palabras. El uso del "voseo" es hegemónico, así como el empleo del diminutivo –ingo y el aumentativo -ango (por ejemplo, chiquitingo y grandango), y la terminación de "ado" por "ao".
Sus subdialectos son:
- El habla del departamento de Santa Cruz, con influencias del guaraní, el chané y el chiquitano;
- El habla del departamento del Beni, influenciada por el chimán, el ignaciano, el trinitario, el movima y el yuracaré;
- El habla del departamento de Pando, con influencias de las lenguas amazónicas y el portugués brasileño.
- El habla del Vallegrande (español vallegrandino), demuestra cierta similitud con el español de los valles limítrofes de los departamentos de Cochabamba y Chuquisaca, está influenciando por el quechua, el chané y el guaraní.
- El habla en el norte del departamento de La Paz, desde el norte de la provincia de Iturralde está presente el español camba con influencias de sus lenguas nativas y cada vez más del español andino.
- El habla de la región del Chaco boliviano (Santa Cruz, Tarija y Chuquisaca), preserva sus influencias rioplatenses de la región chaqueña del norte argentino. Contiene ciertas características como la ligera prolongación en la última sílaba (chaqueño, arroyo), el voseo y la aspiración de la "s", mientras que el yeísmo se fue perdiendo.